# Nutzfahrzeuggesellschaft Arbon & Wetzikon

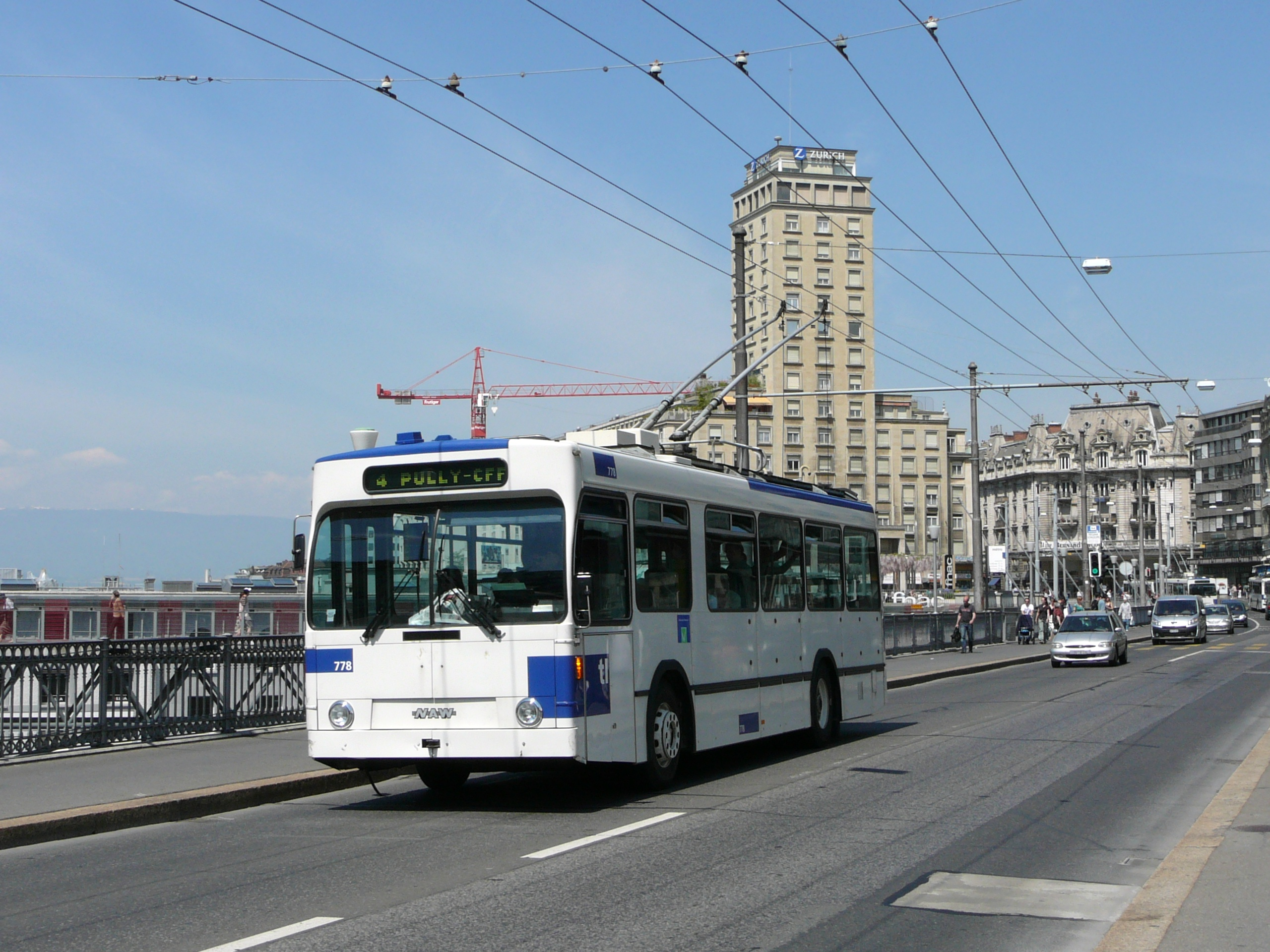
Un trolley bus NAW à Lausanne

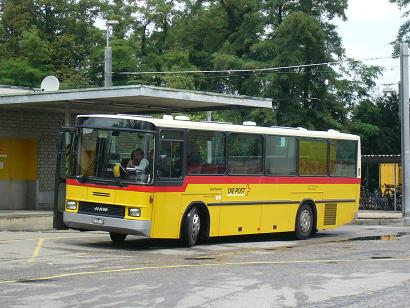
Un car postal NAW

La Nutzfahrzeuggesellschaft Arbon & Wetzikon littéralement Société de véhicule utilitaire Arbon et Wetzikon, est un constructeur suisse dont le siège se situe à Arbon. Elle est issue de l'association entre les constructeurs Saurer et Franz Brozincevic Wetzikon en 1982. 

## Histoire
L'entreprise est issue de la fusion entre Adolph Saurer AG d'Arbon avec la Franz Brozincevic & Cie (FBW) dont le siège se trouve à Wetzikon, ce dernier étant passé sous le giron de Daimler-Benz. Dans les années 1990, l'entreprise prend le nom de NAW Nuztfahrzeuge AG. En 2000, Sachsenring de Zwickau, rachète à DaimlerChrysler, 51 % des actions de NAW. Cependant, le 30 mai 2002, Sachesenring est en cessation de paiements et emporte NAW dans sa chute qui  se retrouve alors en difficulté économique. Le 29 novembre est décidée la dissolution de l'entreprise, qui commence en février 2003. En novembre 2008, la liquidation de la firme prend fin et la firme est retirée du registre du commerce